# Halāl

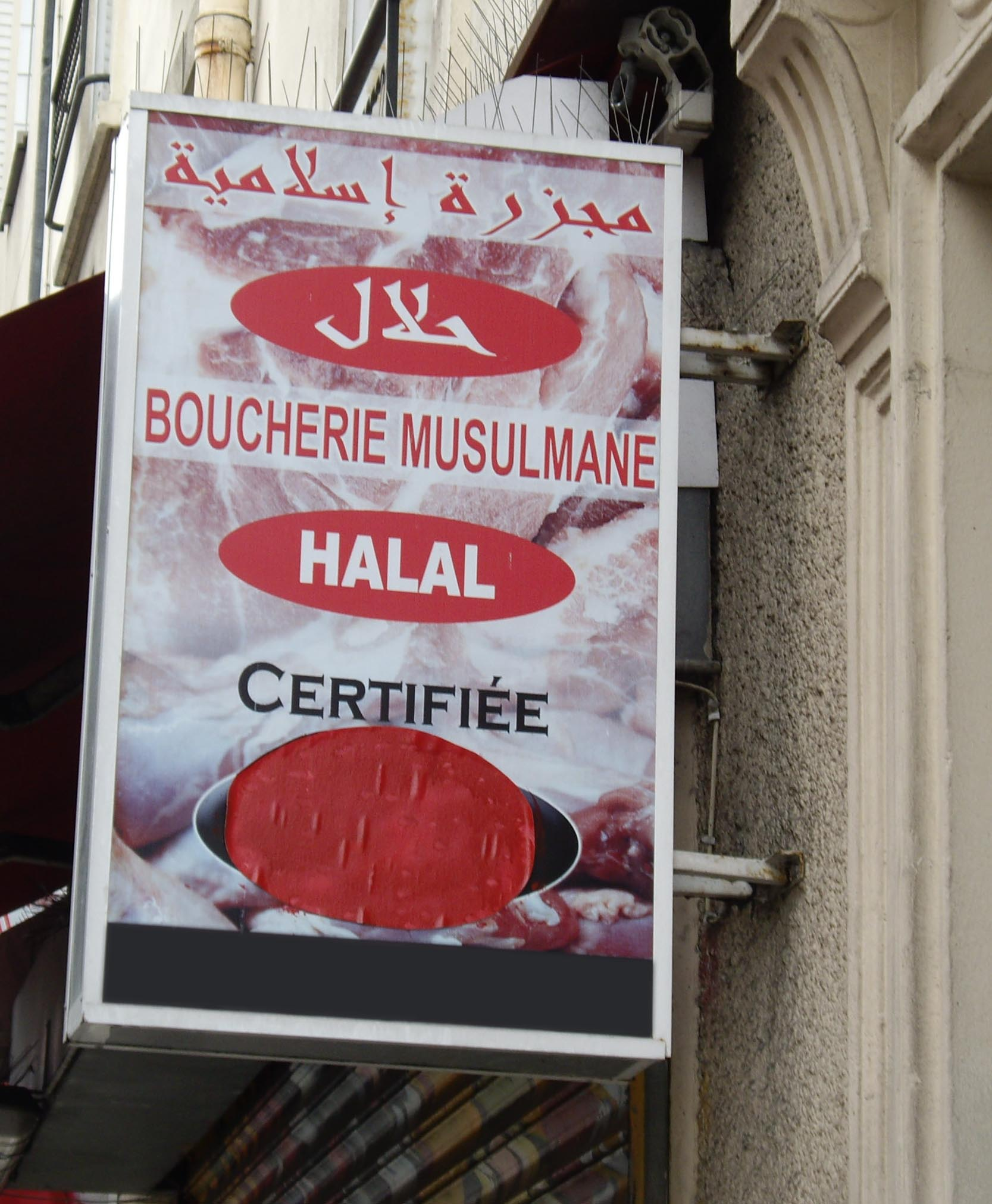
Halāl-Metzgerei (Paris)

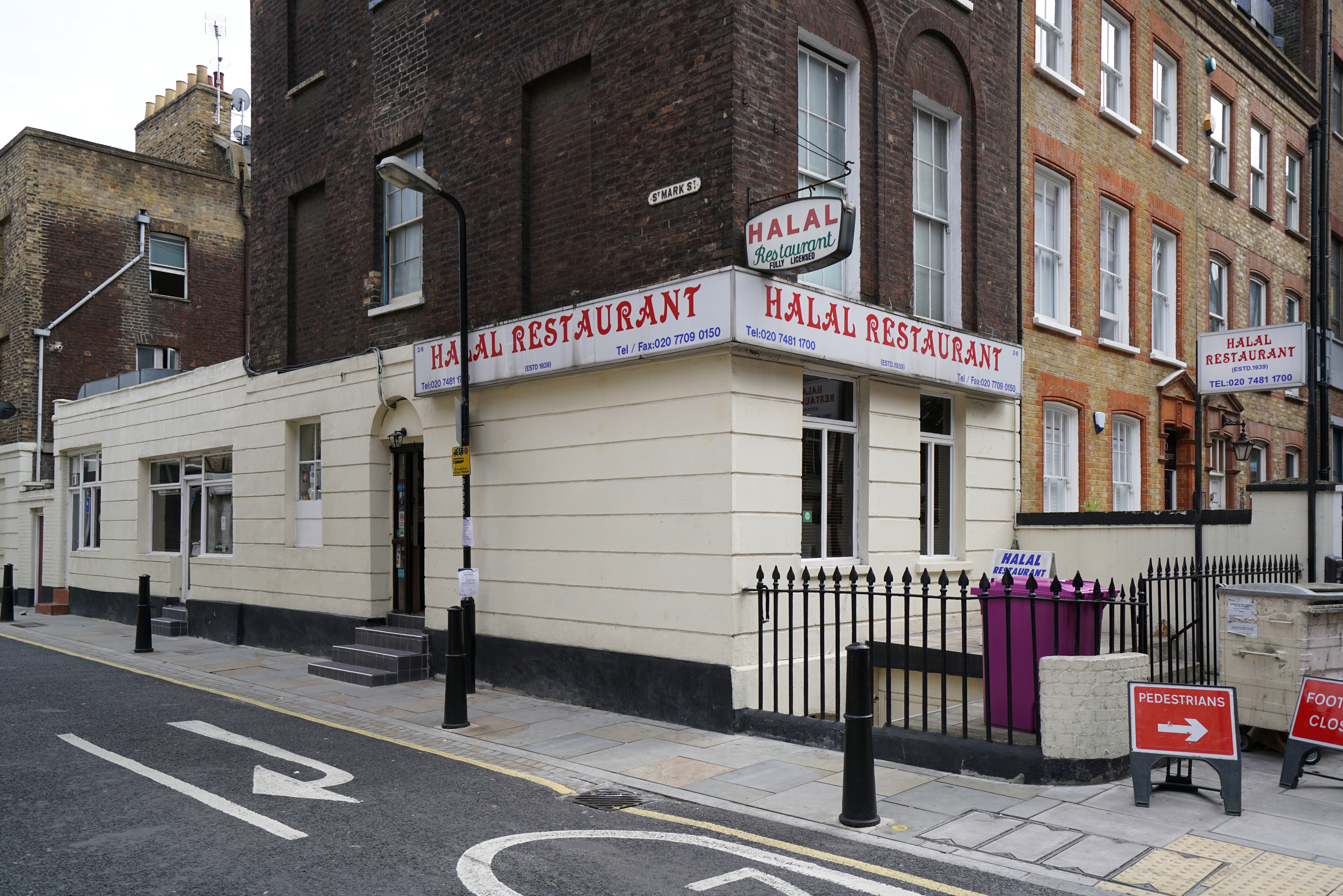
Halāl-Restaurant in Whitechapel im London Borough of Tower Hamlets, einem Viertel mit zahlreicher muslimischer Bevölkerung

Halāl (arabisch حلال Halal, DMG ḥalāl) ist ein arabisches Wort und kann mit „erlaubt“ und „zulässig“ übersetzt werden. Es bezeichnet alle Dinge und Handlungen, die nach islamischem Recht zulässig sind. Als dritte der fünf Kategorien menschlicher Handlungen in der islamischen Rechtswissenschaft steht sie zwischen harām (حرام), verbotenen, und fard (فرض), pflichtmäßigen Handlungen. Zwischen halāl und harām gibt es eine Grauzone, die makruh (مكروه) genannt wird. Makruh (verpönt/unerwünscht) bezeichnet alle Dinge, die nicht ausdrücklich verboten, jedoch nicht empfohlen sind.

## Religiöser Hintergrund
Die Speisevorschriften des Islam sind im Koran und in der Sunna geregelt. Grundsätzlich gilt, dass alle Lebensmittel erlaubt sind, mit Ausnahme solcher, die ausdrücklich bzw. eindeutig verboten wurden. Einem Muslim ist unter anderem das Essen von Schweinefleisch und dessen Nebenprodukten, von Blut und der Genuss von berauschenden Mitteln u. a. Getränken mit Alkohol verboten.

## Halāl-Fleisch
Ähnlich wie beim koscheren Fleisch im Judentum dürfen im Islam nur Tiere gegessen werden, die für den Konsum zulässig sind, regelgerecht geschlachtet wurden und nicht bereits verendet waren. Die Tiere werden – anders als nach mitteleuropäischen Standards – in Schlachthöfen dabei ohne Betäubung mit einem Messer mit einem einzigen großen Schnitt quer durch die Halsunterseite getötet, in dessen Folge die großen Blutgefäße sowie Luft- und Speiseröhre durchtrennt werden. Mit dem Schächten soll das möglichst rückstandslose Ausbluten des Tieres gewährleistet werden.
Im Koran heißt es dazu: 

„Verboten ist euch (der Genuß von) Fleisch von verendeten Tieren, Blut, Schweinefleisch und (von) Fleisch, worüber (beim Schlachten) ein anderes Wesen als Allah angerufen worden ist, und was erstickt, (zu Tod) geschlagen, (zu Tod) gestürzt oder (von einem anderen Tier zu Tod) gestoßen ist, und was ein wildes Tier angefressen hat – es sei denn, ihr schächtet es (indem ihr es nachträglich ausbluten laßt) – , und was auf einem (heidnischen) Opferstein geschlachtet worden ist, …“

Das traditionelle betäubungslose Schächten wird in den meisten Ländern praktiziert. Obwohl eine Betäubung vor dem Schächten mit dem islamischen Recht Fiqh vereinbar ist, wie muslimische Gelehrte bestätigt haben, wird von manchen Muslimen befürchtet, dass die Betäubung tödlich und damit das Fleisch verboten sei.
Religiöse Strömungen wie u. a. die Aleviten berufen sich auf Koran, Sure 5, Vers 5, wonach auch von Christen oder Juden Geschlachtetes erlaubt ist: 

„Heute sind euch die guten Dinge (zu essen) erlaubt. Und was diejenigen essen, die (vor euch) die Schrift erhalten haben, ist für euch erlaubt, und (ebenso) was ihr eßt, für sie.“

Auch die Vereinigten Arabischen Emirate haben in ihrem nationalen Halal-Standard festgelegt, dass Christen und Juden Halal-Schlachtungen durchführen, wenn diese bestimmte Anforderungen erfüllen (u. a. müssen Schlachter jeglicher Glaubenszugehörigkeit als Nachweis der persönlichen Kompetenz ein Zertifikat vorweisen können). Im Standard „Animal Slaughtering Requirements According to Islamic Rules“ (UAE.S 993:2015), der über das staatliche Normungsinstitut „Emirates Authority for Standards & Metrology“ (ESMA) bezogen werden kann, heißt es:

„4.2.1 The Slaughterer shall be a Muslim, and may be a Jew or Christian, sane, and aware of slaughtering related requirements.“

 (deutsch: 4.2.1 Der Schlachter soll ein Muslim oder kann Jude oder Christ sein, geistig gesund und sich der mit dem Schlachten verbundenen Anforderungen bewusst sein.)
Zahlreiche andere internationale Halal-Standards wie z. B. von Malaysia (JAKIM), Indonesien (MUI) und Singapur (MUIS) geben jedoch vor, dass nur Muslime als Schlachter zulässig sind, weshalb es sich nicht durchgesetzt hat, dass auch Christen und Juden Halal-Schlachtungen durchführen.
Allgemein ist festzuhalten, dass die islamischen Speisevorschriften in der Praxis zahlreiche Fragen und Zweifelsfälle mit sich bringen, zu denen Gelehrte unterschiedliche Auslegungen anbieten. Entsprechend vielfältig sind die Haltungen von Muslimen in diesem Feld. Nach der Studie Muslimisches Leben in Deutschland, „halten sich 91 Prozent der befragten Sunniten an islamische Speisevorschriften. Für Schiiten (60 Prozent) und Aleviten (49 Prozent) ist die Befolgung dieser Vorschriften weitaus weniger wichtig.“

## Ökonomische Bedeutung
Nach Schätzungen des Halal Journal aus dem Jahre 2009 betrug das Marktvolumen von Halāl-Lebensmittelprodukten im Jahre 2004 weltweit 587,2 Millionen US-Dollar und stieg bis zum Jahre 2009 auf 632,4 Millionen US-Dollar.
In Deutschland gab es 2010 rund 400 Firmen, die Halāl-Produkte anboten. In Westeuropa gibt es rund 20 Millionen Muslime, etwa 3,5 Millionen leben in Deutschland. Eine Publikation des ÖIF geht davon aus, dass 515.914 Muslime ihren Wohnsitz in Österreich haben.

## Zertifizierung
In muslimisch geprägten Ländern wird vorausgesetzt, dass Nahrungsmittel entsprechend der religiösen Vorschriften halāl sind.  Ähnlich den Bio-Siegeln oder auch den jüdischen Hechscher-Siegeln für Speisen gibt es sogenannte Halal-Zertifikate im Handel. Erreicht werden soll damit die Kennzeichnung von Produkten, bei deren Herstellung die Einhaltung der Halāl-Regeln sichergestellt ist.
So ist es für eine Zertifizierung zwingend, beim Schlachten jedes Tieres den Namen Allahs auszusprechen. Bei maschineller Schlachtung reicht es auch, dies beim Drücken des Startknopfes zu tun, der, auch nach einer Unterbrechung, nur von muslimischen Mitarbeitern betätigt werden darf. Die Schlachtanlagen müssen nach schiitischer Rechtsschule in Richtung Mekka ausgerichtet sein. Für die sunnitischen Muslime ist dies der Idealfall, aber keine Pflichtbedingung.
Um für Muslime sicherzustellen, dass sie keine unerlaubten Lebensmittel zu sich nehmen, müssen diese gegebenenfalls von sachkundigen Muslimen geprüft werden. Dies kann durch eine Moscheegemeinde erfolgen. Verschiedene Zertifizierungsunternehmen bieten für Unternehmen kostenpflichtige Zertifizierungen an, die bestätigen, dass ein vom zertifizierten Unternehmen hergestelltes bzw. vertriebenes Lebensmittel halāl ist. Normalerweise arbeiten die Zertifizierer mit muslimischen Autoritäten zusammen, die das Zertifikat beglaubigen, ähnlich wie es im Judentum durch Rabbiner für koschere Lebensmittel geschieht.
Mit dem Zertifikat sichert der Hersteller dem Kunden zu, dass das Nahrungsmittel nach den islamischen religiösen Ernährungsvorschriften hergestellt wurde, und daher halāl ist. Gesundheits- und Hygieneaspekte werden bei der Zertifizierung nicht gesondert geprüft, können aber z. B. über das Verbot, gesundheitsschädliche Lebensmittel zu sich zu nehmen, einfließen.
Manche Zertifizierer prüfen nach in islamischen Staaten existierenden Normen wie den Malaysian Halal Standards MS 1500:2009.
Neben der Prozesszertifizierung, die unter anderem Befragungen, Prüfungen der Warenherkünfte und der Produktionsstätte und -abläufe umfasst, führen einige Zertifizierer, wie z. B. anhand der genormten Prüfungsprozedur der Gesellschaft Halal Circle Europe, Stichprobenprüfung auf Vorhandensein von Schweinefleisch mit Hilfe gentechnischer Prüfungen und chemische Analysen auf Alkohol durch.
Zertifizierungen werden teils aus werblichen Gründen vorgenommen, so bei Lebensmitteln wie Teigwaren, bei denen von vornherein kaum die Möglichkeit besteht, gegen die Vorschriften zu verstoßen. Welche Anforderungen für die Zertifizierung genau gestellt werden, unterscheidet sich im Detail, oft abhängig von der Koran-Auslegung der Autorität, auf die sich der Zertifizierer beruft. Dies bezieht sich nicht auf die grundlegenden Ernährungsvorschriften selbst, sondern auf deren konkrete Auslegung z. B. hinsichtlich der Gestaltung und Nutzung von Produktionsanlagen. So gibt es unterschiedliche Ansichten darüber, ob nach deutschen Tierschutzvorschriften vor dem Schlachten betäubte Tiere halāl sind oder nicht.

## Halāl und Tierschutz
Häufig werden Halāl-Fleischprodukte durch betäubungsloses Schächten produziert. Dies ist in Deutschland nach § 17 TierSchG verboten. Wer gegen diese Regelung verstößt, begeht mindestens eine Ordnungswidrigkeit. Dies kann nur umgangen werden, indem man nach § 4 TierSchG eine Ausnahmegenehmigung gegen Vorlage eines Sachkundenachweises beantragt.
Aus religiösen Gründen kann ebenfalls eine Ausnahmegenehmigung beantragt werden.
Nach der Rechtsprechung des Bundesverwaltungsgerichts (Schächturteil) vom 23. November 2006 muss wegen der nach Art. 4 des Grundgesetzes verfassungsmäßig uneingeschränkt gewährten Religions- und Glaubensfreiheit sowie aufgrund der Berufsfreiheit eines islamischen Metzgers auf Antrag eine Ausnahmegenehmigung erteilt werden, sofern das Fleisch des getöteten Tieres von Personen verzehrt wird, denen zwingende religiöse Vorschriften den Verzehr des Fleisches nicht geschächteter Tiere ausnahmslos verbieten.
Das Schächten muss jedoch von einer sachkundigen Person in einem zugelassenen und registrierten Schlachtbetrieb erfolgen und vom zuständigen Veterinäramt überwacht werden.
In Österreich ist das Schlachten ohne Betäubung vor dem Blutentzug laut § 32 Abs. 5 TSchG nur bestimmten Schlachthöfen unter tierärztlicher Aufsicht erlaubt. Die Tiere müssen unmittelbar nach dem Eröffnen der Blutgefäße wirksam betäubt werden. 2014 gab es 17 Betriebe in Niederösterreich und zwei in der Steiermark, die eine Zulassung hatten.
Schächtungen, also Schlachtungen ohne vorgängige Betäubung, sind in der Schweiz seit 1893 verboten. Damit Juden dennoch zu ihrem koscheren und Muslime trotzdem zu ihrem halalen Fleisch kommen, versteigert der Bund jährlich Importkontingente für geschächtetes Fleisch. Die Produktion von halalem und koscherem Fleisch gleicht sich stark. Beide Schlachtarten setzen religiöse Schlächter, Gebete und spezielle Schlachtmesser voraus.
In Frankreich wird ein großer Teil der Rinder halāl ohne vorherige Betäubung geschlachtet (32 % der Gesamtfleischproduktion) und 7 % der Konsumenten fragen potentiell ausschließlich Halāl-Fleischprodukte nach.
Der Europäische Gerichtshof hat 2019 entschieden, dass Fleisch aus ritueller Schlachtung nicht mit dem Bio-Siegel der Europäischen Union gekennzeichnet werden darf, da das für das Siegel zentrale Tierwohl beim Schlachten ohne Betäubung nicht genügend berücksichtigt werde.

## Abgrenzung koscher – halāl
Der dem Begriff halāl vergleichbare jüdische Begriff zur Regelung der jüdischen Speisevorschriften ist koscher. Teilweise sind die Vorschriften deckungsgleich, teilweise verschieden. Im Islam herrscht ein absolutes Alkoholverbot, während im Judentum alkoholische Getränke erlaubt sind, teilweise Bestandteil der Religionsausübung sind, wie beispielsweise am Eingang des Schabbats oder am Sederabend zu Pessach. Nur im Judentum besteht das Verbot von Chametz (an Pessach). Der Islam kennt kein Verbot des Kochens am Freitag, dem wöchentlichen Feiertag, analog dem Kochverbot an Schabbat, dem jüdischen wöchentlichen Ruhetag. Im Judentum müssen koschere Tiere gespaltene Hufe haben und Wiederkäuer sein. Im Islam hingegen dürfen jedoch beispielsweise Kamele und Hasen gegessen werden. Im Judentum darf nur ein Schochet (jemand, der speziell ausgebildet wurde und alle Gesetze der Schechita gelernt hat) koschere Tiere schlachten. Dhabihah, das islamische Schächten, kann jedoch „von jedem gesunden erwachsenen Muslim […] unter Befolgung der von der Scharia vorgeschriebenen Regeln durchgeführt werden“. Im Judentum dürfen nur Fische, die Schuppen und Flossen haben, gegessen werden. Bei der Mehrheit der Muslime gilt hingegen, dass fast alles, was aus dem Meer an Nahrung gewonnen wird, auch als halāl angesehen wird. Die Schiiten allerdings erachten nur Fische mit Schuppen und Garnelen als halāl. Alle anderen Fischsorten gelten als haram. Die im Judentum vorgeschriebene Trennung von fleischigen und milchigen Produkten und dem zugehörigen Geschirr existiert im Islam nicht. Bestimmte Teile des Tieres, die nicht gegessen werden dürfen, differieren zwischen beiden Glaubensrichtungen.

## Fernsehbeiträge
- Was bedeutet "halal"?, Abdul-Ahmad Rashid im Gespräch mit Mohammad Djavad Mohagheghi (Halalworld-Germany)[22], 16 Minuten, ZDF 1. Dezember 2017